# They Treat Horses, Don't They?
They Treat Horses, Don't They? is de derde aflevering van het vijfde seizoen van de televisieserie ER, die voor het eerst werd uitgezonden op 8 oktober 1998.
De titel parodieert de Sydney Pollack-film: They Shoot Horses, Don't They?.

## Verhaal
Dr. Benton voert een gevaarlijke operatie uit op een man die een bomvest aanheeft. Deze man wilde een aanslag plegen op een fabriek en werd toen neergeschoten door een arrestatieteam. Ondertussen heeft hij een discussie met Carla over het hoorprobleem van hun zoon Reese.
Dr. Ross hoort dat zijn proeftijd voorbij is, dr. Weaver is het hier niet mee eens maar kan hier helaas niets aan doen.
Dr. Weaver raakt steeds meer gefrustreerd als zij van dr. Anspaugh hoort dat hij haar geen goede kandidate vindt voor hoofd SEH.
Dr. Greene krijgt door toedoen van zijn dochter Rachel een bijzonder patiënt, namelijk een paard met koliek. Jerry komt dr. Greene helpen en krijgt dan een cadeau van het paard waar hij niet zo blij mee is
Dr. Carter krijgt een oudere patiënte in behandeling, hij voert bij haar een intubatie uit. Later ontdekt hij dat zij een Geen Reanimatie Verklaring had. Haar ziektekostenverzekeraar weigert nu haar opname te betalen, dr. Carter moet nu snel haar familie vinden anders moet hij haar laten sterven.
Jeanie Boulet is weer terug van vakantie en is er weer klaar voor om te gaan werken.

## Rolverdeling

### Hoofdrollen
- Anthony Edwards - Dr. Mark Greene
- Yvonne Zima - Rachel Greene
- George Clooney - Dr. Doug Ross
- Noah Wyle - Dr. John Carter
- Eriq La Salle - Dr. Peter Benton
- Laura Innes - Dr. Kerry Weaver
- Alex Kingston - Dr. Elizabeth Corday
- John Aylward - Dr. Donald Anspaugh
- Gloria Reuben - Jeanie Boulet
- Kellie Martin - Lucy Knight
- Julianna Margulies - verpleegster Carol Hathaway
- Penny Johnson - verpleegster Lynette Evans
- Ellen Crawford - verpleegster Lydia Wright
- Conni Marie Brazelton - verpleegster Connie Oligario
- Laura Cerón - verpleegster Chuny Marquez
- Lily Mariye - verpleegster Lily Jarvik
- Gedde Watanabe - verpleger Yosh Takata
- Deezer D - verpleger Malik McGrath
- Montae Russell - ambulancemedewerker Dwight Zadro
- Emily Wagner - ambulancemedewerker Doris Pickman
- Abraham Benrubi - Jerry Markovic
- Kristin Minter - Randi Fronczak
- Lisa Nicole Carson - Carla Reese

### Gastrollen (selectie)
- Julie Bowen - Roxanne Please
- Ashley Johnson - Dana Ellis
- Ann Gillespie - Mrs. Ellis
- Tommy Hinkley - Mr. Ellis
- Jack McGee - Rodney McMullen
- Dean Norris - Clark
- Lynn Wanlass - Margo Aikin
- Justin Doran  - Jay
- T.L. Brooke - Nelda Esmond
- Brian McLaughlin - John Esmond